# Hautot-le-Vatois
Hautot-le-Vatois és un municipi francès situat al departament del Sena Marítim i a la regió de Normandia. L'any 2007 tenia 275 habitants.

## Demografia

### Població
El 2007 la població de fet de Hautot-le-Vatois era de 275 persones. Hi havia 104 famílies de les quals 8 eren unipersonals (4 homes vivint sols i 4 dones vivint soles), 48 parelles sense fills i 48 parelles amb fills.
La població ha evolucionat segons el següent gràfic:
Habitants censats

### Habitatges
El 2007 hi havia 113 habitatges, 104 eren l'habitatge principal de la família, 7 eren segones residències i 2 estaven desocupats. Tots els 112 habitatges eren cases. Dels 104 habitatges principals, 89 estaven ocupats pels seus propietaris, 14 estaven llogats i ocupats pels llogaters i 1 estava cedit a títol gratuït; 1 tenia dues cambres, 10 en tenien tres, 28 en tenien quatre i 65 en tenien cinc o més. 83 habitatges disposaven pel capbaix d'una plaça de pàrquing. A 48 habitatges hi havia un automòbil i a 56 n'hi havia dos o més.

### Piràmide de població
La piràmide de població per edats i sexe el 2009 era:
| Homes | Edats   | Dones |
| ----- | ------- | ----- |
| 0     | 95 o +  | 0     |
| 0     | 90 a 94 | 4     |
| 0     | 85 a 89 | 0     |
| 0     | 80 a 84 | 0     |
| 4     | 75 a 79 | 0     |
| 4     | 70 a 74 | 0     |
| 8     | 65 a 69 | 12    |
| 4     | 60 a 64 | 0     |
| 8     | 55 a 59 | 4     |
| 8     | 50 a 54 | 16    |
| 16    | 45 a 49 | 4     |
| 8     | 40 a 44 | 12    |
| 4     | 35 a 39 | 12    |
| 12    | 30 a 34 | 8     |
| 24    | 25 a 29 | 8     |
| 4     | 20 a 24 | 4     |
| 12    | 15 a 19 | 20    |
| 12    | 10 a 14 | 12    |
| 4     | 5 a 9   | 16    |
| 12    | 0 a 4   | 0     |

## Economia
El 2007 la població en edat de treballar era de 192 persones, 141 eren actives i 51 eren inactives. De les 141 persones actives 130 estaven ocupades (68 homes i 62 dones) i 11 estaven aturades (6 homes i 5 dones). De les 51 persones inactives 23 estaven jubilades, 13 estaven estudiant i 15 estaven classificades com a «altres inactius».

### Ingressos
El 2009 a Hautot-le-Vatois hi havia 115 unitats fiscals que integraven 328 persones, la mediana anual d'ingressos fiscals per persona era de 20.594 €.

### Activitats econòmiques
L'únic establiment que hi havia el 2007 era d'una empresa de serveis.
L'any 2000 a Hautot-le-Vatois hi havia 11 explotacions agrícoles.

## Poblacions més properes
El següent diagrama mostra les poblacions més properes.